# Dominic Jermey

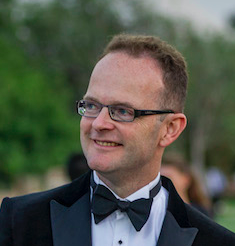
Dominic Jermey (2014)

Dominic James Robert Jermey ist ein britischer Diplomat.

## Werdegang
Jermey trat 1993 in den Dienst des britischen Außenministeriums ein und arbeitete dort bis 1994 in der Abteilung „Europäische Union und Außenbeziehungen der EU“. Von 1995 bis 1999 war er erster Sekretär der Botschaft in Islamabad und zweiter Sekretär der Botschaft in Kabul. Dem folgte das Amt des britischen Vertreters bei der Übergangsverwaltung der Vereinten Nationen für Osttimor (UNTAET). Von 2000 bis 2001 war Jeremy im Außenministerium Chef der Abteilung „UN Peacekeeping Team, United Nations Department“ und bis 2002 Chargé d’Affaires der Botschaft in Kabul. Zurück in London war er von 2002 bis 2003 Chef des Consular Crisis Centre im Außenministerium und von 2004 bis 2007 stellvertretender Leiter der Botschaft in Madrid und Direktor von UK Trade & Investment. Bei letzterem war Jeremy 2008 Chef der Defence and Security Organisation.
Von 2010 bis 2014 war Jeremy britischer Botschafter in Abu Dhabi. Danach kehrte er bis 2015 zurück zur UK Trade and Investment als Chief Executive. Im Außenministerium war er von 2015 bis 2016 Counter-extremism Co-ordinator, bevor er von 2016 bis 2017 Botschafter in Kabul wurde. Von 2017 bis 2022 war Jeremy Generaldirektor der Zoological Society of London und danach Generaldirektor des Außenministeriums.
Am 28. Juli 2023 wurde Jeremy zum britischen Botschafter in Jakarta ernannt. Neben Indonesien fällt auch  Osttimor in seine Zuständigkeit, wo er am 25. August seine Akkreditierung übergab.